# 最狂輔助職業【話術士】世界最強戰團聽我號令
《最狂輔助職業【話術士】世界最強戰團聽我號令》是日本作家Jaki（じゃき）創作的輕小說系列，于2019年9月7日开始在成為小說家吧上連載。改編漫畫于2020年起開始在網上連載，由Yamorichan（やもりちゃん）负责漫画绘画。原作小說与漫画版由OVERLAP文库發刊。
2024年4月21日宣布電視動畫化，由FelixFilm和畫狂製作。

## 故事簡介
少年諾艾爾為了完成和曾為一大英雄的過世祖父的誓言，立志成為「最強的探索者」。然而，在他身上所展現的職能【話術士】，卻是戰鬥能力最弱的輔助職業。「只靠我一個人是無法成為最強的」──領悟了此道理的諾艾爾憑著不屈的精神與智慧，在率領並掌控「強者」一事上找到了活路。他毫不留情地將身邊的探索者當成旗子使用。這種冷酷的做法在他人眼裡看來，即是「惡」。然而，諾艾爾不曾躊躇，他只是為了一己之望。這是一名「話術士」少年如何掌控強者，成為最強的奇幻戰鬥物語第一幕。

## 登場人物

### 戰團

#### 嵐翼之蛇
諾艾爾在解散原戰團「蒼天之外」後成立的新戰團。人魚鎮魂歌解散後正式受封為七星三等星。以全新七星之名提議舉辦競技大賽『七星杯』，利用七星杯決賽中親自上前阻止吉克與里奧之間的死斗，皇帝敕令批準諾艾爾能夠暫時指揮所有探索者，直到戰勝冥獄十王為止。
諾艾爾·修特廉（聲：山下大輝、和久井優（少年））
本作主人公，長相似女性而被誤認為女性。「蒼天之外」前成員、现「嵐翼之蛇」團長，為了成為像外祖父般的最強探索者而聚集一眾強者。職業話術師系C階話術師→B階戰術家→A階真言師。其非凡的努力和獨特的才華而備受尊敬。渴望成為最強，会把一切與目標無關的事物全數舍棄。
被「蒼天之外」的隊長洛伊德和治療師達妮雅背叛，私吞隊伍資金而決定用計報復對方，並販賣給菲諾裘當其的商品。
用『藥劑』及話術士的精神抗性使用魔王真祖之腕力跟速度，令諾艾爾的壽命只剩下十年，要是繼續從事探索者工作的話，最多只能再活三年。
七星杯決賽中，以外祖父教他的「轟雷」──朝敵人的胸膛使出強力踢擊，借此引發心臟震蕩，足以戰勝神域抵達者的的招式打倒里奧。向吉克坦白在十四歲剛來到帝都的當時，還未成為探索者之前，就想好了七星杯的計畫。被吉克評語是『最狂的輔助職能』（日文中狂與強的發音相同。）
亞兒瑪·尤迪卡雷（Alma Judikhali，聲：芹澤優）
本作女主角，「嵐翼之蛇」團員，也是唯一的女性。職業C階斥候→B階暗殺者→A階死徒，具有傳說級暗殺者血統的女性，就連諾艾爾也承認她的價值。個性比較孩子氣，在戰鬥中會變得兇狠而殘暴，她有著獨特而迷人的外表，擁有一頭及肩的銀色秀發，小麥色肌膚，穿著相當緊身、輕便的衣服，暴露了相當多的肌膚。迷你褲和迷你裙均繫有腰帶。一雙棕色長襪，左眼為藍寶石色，右眼為紫水晶色的異色瞳。三圍的尺寸是90／53／82。對人稱「不滅惡鬼」的布蘭頓的外孫諾艾爾很感興趣。喜歡稱自己為諾艾爾的大姊姊。經常對他開玩笑，或以其他方式向諾艾爾調情，這讓他惱火並受到報復。
昊牙·月島（聲：大桃陽介）
「嵐翼之蛇」團員，身穿胭脂色東洋鎧甲的男子，出生於極東的劍奴，職業C階刀劍士→B階武士→A階劍魂。。諾艾爾拿到誓約書給了他自由之身。認為劍終究只是劍，若想在這個世界里證明自身價值，就必須找個有毅力又聰明的主子，因此成為隊員之一。和諾艾爾二人参加七星杯，為了讓諾艾爾別再逞強目標在七星杯中奪冠，拼命修練突破升上A階，最終還是敗給吉克。
雷翁·弗雷德里克（聲：坂田將吾、千本木彩花（少年））
原天翼騎士團隊長，因在爭奪戰中敗給諾艾爾的團隊而被迫解散，隨後被諾艾爾拉攏並成為「嵐翼之蛇」團員之一，亦是副團長。職業劍士系B階騎士→A階聖騎士。
修格·柯貝流斯（聲：高橋廣樹）
貧窮鞋匠的三子，因被安東拉斯·弗卡陷害而成為殺人犯，之後在司法省的草率結案下被判處死刑，在諾艾爾的幫助下洗刷了冤情，其後加入「嵐翼之蛇」，職業傀儡師系A階千軍操者。

##### 蒼天之外
為「嵐翼之蛇」的前身，已由諾艾爾改組「嵐翼之蛇」戰團
洛伊德（聲：中島良樹）
隊長、劍士，在知曉諾艾爾堅持成立戰團後因與達妮雅賭博成癮欠下一屁股債與達妮雅盜取團隊資金還債並私奔，後來被諾艾爾抓捕淪為奴隸。
達妮雅（聲：本渡楓）
治療師，把諾艾爾視為偶像般深愛不已，但發現自己觸及不了諾艾爾轉而與洛伊德交往。實際性格扭曲，在知曉諾艾爾堅持成立戰團後因與洛伊德賭博成癮欠下一屁股債與洛伊德盜取團隊資金還債並私奔，後來被諾艾爾抓捕淪為奴隸。淪為奴隸的達妮雅的買主沒過多久便心臟病發身亡，因此變回自由之身，找諾艾爾請求加入戰團但被拒絕。
瓦爾達（聲：田島章寬）
戰士，個性直爽喜歡喝酒，時常與諾艾爾拌嘴，後因洛伊德和達妮雅盜取團隊資金的事件見識到諾艾爾的不留情面且不擇手段讓前隊友成為奴隸以及洛伊德和達妮雅醜陋的人心後選擇退出探索者的生活，與諾艾爾臨別之時接過諾艾爾贈與的酒並哭了。

##### 天翼騎士團
雷翁原本的隊伍，敗給諾艾爾的蒼天之外，已被迫解散。
雷翁·弗雷德里克
原天翼騎士團隊長，解散後被諾艾爾拉攏加入「嵐翼之蛇」，參見「雷翁·弗雷德里克」。
奥菲莉亞·梅瑟戴斯（聲：佐佐木未來）
精靈族，職業弓箭手系B階鷹眼，與麗莎來自同一個家鄉。解散後與凱姆兩人同行。他們旅居帝國各地。
凱姆·拉札（聲：大塚剛央、金田愛（少年））
職業槍兵系B階戰槍，雷翁的青梅竹馬，小時候常常幫助被欺負的雷翁，解散後與奧菲莉亞兩人同行。他們旅居帝國各地。
伏拉卡夫·羅茲肯德
原天翼騎士團成員，狼獸人，解散後加入「幻影三頭狼」，參見「伏拉卡夫·羅茲肯德」。

#### 幻影三頭狼
紫電狼團、拳王會以及紅蓮猛華合併而成的戰團。B階共有八人，C階二十人。受雷翁雇用一起對抗人魚鎮魂歌。
沃爾夫·雷曼（聲：前田誠二）
幻影三頭狼團長，前紫電狼團團長，職業劍鬥士。非常尊重諾艾爾，甚至邀請他參加他的聚會。
洛岡·豪雷特（聲：木內太郎）
拳王會隊長，職業格斗士系B階職能斗拳士。
維洛妮卡·雷德包恩（聲：瀨戶麻沙美）
紅蓮猛華隊長，職業魔法使系B階職能魔導士。
麗莎·梅瑟戴斯（聲：前田佳織里）
原紫電狼團團員，擁有長耳朵的精靈女性，職業弓箭手。出於某種原因而關心諾艾爾。
伏拉卡夫·羅茲肯德（聲：鷲見昂大）
原天翼騎士團成員，狼獸人，職業魔法使系B階召喚士。

### 氏族

#### 霸龍隊
七星一等星戰團。
吉克·范斯達因（聲：立花慎之介）
霸龍隊副團長，職業劍士系的EX階劍聖，駕馭風屬性，帝都三位EX階探索者之一，外號為「玲瓏神劍」。在嵐翼之蛇與人魚鎮魂歌一決死戰受雷翁找來幫手，強得可以劈開世界。
維克托爾·克勞薩
霸龍隊團長，EX階探索者之一，外號為「開闢猛將」。
夏蓉·華倫坦
前副團長，精靈，霸龍隊第三把交椅，職業槍手，吉克的師父。

#### 人魚鎮魂歌
七星三等星戰團。擁有A階七人、B階六十五人，以及C階十八人。諾艾爾強搶人魚鎮魂歌的功勞後，約翰決定歸還七星的封號，退出鐵路計畫，威脅凱烏斯二皇子妥協容許他們開戰嵐翼之蛇，將人工惡魔也投入這一戰。
約翰·艾斯菲爾特
人魚鎮魂歌團長，前銀雪花盜賊團團長，表面職業魔天槍。想出鐵路計畫企圖令人魚鎮魂歌可以在冥獄十王戰中當總指揮所有氏族和戰團。
羅達尼亞利用遠古偉人或神話種族的遺骸，進行還原所打造出來的實驗體雷克斯•羅達紐斯的還原體之一，真正職能為EX階「救世主」，約翰體內有多個人格，會根據交談的對象切換人格，會使用所有職能的技能，獨有的技能《真默示錄》可以召喚黑洞。
將死前對超出極限開始崩壞的諾艾爾施展治療技能。
傑洛·琳德雷克
人魚鎮魂歌副團長，黑發褐膚青年，實驗體雷克斯·羅達紐斯的還原體之一，對約翰的命令絕對服從。職業劍士系A階暗黑騎士。是龍人能化為黑龍。被亞兒瑪將速度提升至極限，趕在傑洛技能的即死效果發動前殺死。

#### 百鬼夜行
里奥·艾汀
七星三等星「百思夜行」的團長，職業EX階武神，外號為「噬王金獅子」。七星杯決賽中，使出技能《六道輪回》（救贖與毀滅的光芒，遭到直擊的物質將會徹底從世上消失）令吉克瀕死。未知原因雷翁看到里奥面具下的樣子相當吃驚。

#### 黑山羊晚餐會
朵麗·賈德納
七星三等星「黑山羊晚餐會」的團長，曾向諾艾爾提議聯手除掉約翰但被拒絕。職業治療師系A階大天使，能賦予或奪取生命力。
看穿是蕾仙一名惡魔，七星杯中，打倒基斯後，黑山羊晚餐會全體退賽去進攻蕾仙及異界教團。十年前因無力扶養棄養了自己的孩子，被罪惡囊以一個改造成活體炸彈的嬰孩炸死，取走首級給諾艾爾看。

### 黑幫
菲諾裘·巴爾基尼（聲：子安武人）
巴爾基尼帮帮主，帝都奴隸市場的商人。因為個性瘋狂而被稱為「瘋狂小丑」。表面上與諾艾爾是合作夥伴。斥候系A階職能斷罪者。拜諾艾爾橫跨黑白兩道所賜當上了最大集團路基亞諾幫的新總帥。
亞爾巴特·岡畢諾（聲：橘龍丸）
岡畢諾帮帮主，個性殘暴，因諾艾爾的所作所為影響其的生意而敵視諾艾爾。後來被諾艾爾揭發殺害岡畢諾帮前帮主而成為帮主的真相，導致他被岡畢諾帮成員們唾棄，最終淪為奴隸。後來交代出煉金術師情報後被諾艾爾扭斷脖子死亡。
亞雷修·路基亞諾
路基亞諾幫總帥維特·路基亞諾的兒子，少帥（第二把交椅），砸下重金賦予他的私生子基斯•薩帕成為頂尖探索者所需的一切知識和技術，目標自己和孩子一起稱霸黑白兩道，奪取菲諾裘新總帥的寶座。
基斯·薩帕
路基亞諾幫少帥亞雷修的私生子，從小就是天才。探索者戰團『帝國惡童會』的團長，唆使探索者協會撤換哈洛德。職能魔法使系的B階死靈法師。

### 暗殺者教團
亞爾戈·尤迪卡雷
亞兒瑪的祖父，暗殺者教團初代團長。曾與「不滅惡鬼」交手並被砍下右臂。
賽門·格雷高里（聲：宮下榮治）
暗殺者教團新任團長。認為亞兒瑪欠缺暗殺者資質並將其趕出教團。

### 探索者協會
管理所有探索者和戰團的組織。
哈洛德·詹金斯（聲：井上和彥）
嵐翼之蛇的監察官。諾艾爾流有貴族血統一事公開之後，被拔掉嵐翼之蛇窗口的職務，調去托梅基德，冥獄十王將降世的地點。
瑪麗翁·詹金斯（聲：小市真琴）
百鬼夜行的監察官。哈洛德的孫女。

### 冥獄十王
冥獄十王是位於魔界深淵深度13的十位惡魔，目的是毀滅世界。
銀麟之悲歎川
40年前顯現的冥獄十王，瞬間就摧毀了三個國家。被不滅惡鬼的戰團「血刃聯盟」討伐。
貝娜黛妲·高汀
與冥獄十王簽訂契約的成員，平常以稱號爲「蒼蠅王」的使魔行動。表面身份是帝都富商高汀家的千金。陷害修格入獄的幕後黑手。
罪惡囊
冥獄十王的第八界。外表是一名長有深藍色毛髮的獸人女性，一張骷髏外觀的面具戴在臉上。藉由違反規則現身於帝都，暗中策劃探索者們自相殘殺。造成布蘭頓·修特廉死亡的幕後黑手。諾艾爾痛恨的對象，目前正打算剷除諾艾爾。
士魂之至高天
冥獄十王的第九界。外表是將自己藏在盔甲中的男性，本體生有兩隻觸角，并持有不滅惡鬼的武器。已確認爲造成布蘭頓·修特廉死亡的直接凶手。

### 其他
布蘭頓·修特廉（聲：咲野俊介）
諾艾爾的外祖父，人稱「不滅惡鬼」的歷代最強探索者。職業破壞神。曾隻身一人消滅深度13的惡魔「銀麟之悲歎川」。
在諾艾爾年少時因保護深淵化的故鄉而戰死。
洛基（聲：畠中祐）
販賣情報員，諾艾爾是其熟客之一。職能模仿士，能改變自身外表，是妖狐和人類的混血兒，間諜失手遭人魚鎮魂歌被抓到囚禁，杰洛以他為人質讓諾艾爾赴會一戰。
安東拉斯·弗卡
弗卡商會的會長，也是謀殺案的真兇。為了脫罪把謀殺罪嫁禍予修格。其罪行被揭露後被諾艾爾要脅，最後被罪惡囊滅口。
洛薩璃
羅達尼亞國派來的刺客，職業斥候系A階斷罪者，委托蒼蠅王一起暗殺約翰和杰洛失敗死亡。
理岳
東洋人煉金術師，瘋狂科學家，受諾艾爾委托研究制作獨特的『藥劑』，交付後遭諾艾爾魔槍爆頭。『藥劑』能人獲得與真祖同等的力量，三支裝著紅色液體降世用，另外三支則內含藍色液體淨化用，共最多維持五分鐘。負作用代價就是『靈魂』本身受到創傷，藥效發作的期間，每一分鐘就會削減十年的壽命。
喬杰夫
八卦報導記者，撰寫諾艾爾與達妮雅八卦報導的始作俑者，與人魚鎮魂歌合作想令嵐翼之蛇形象受損，被諾艾爾反調查出全部親朋好友，被砍斷五根手指制裁。
凱烏斯
金色長髮的二皇子，貴族。冊封諾艾爾為貴族，將外祖父布蘭頓是貴族的私生子公諸于世，從民眾的英雄變成了貴族的英雄，減少民眾對諾艾爾的支持。在妨礙諾艾爾迫使他乖乖听話的同時，仍守信地幫諾艾爾讓政府批準開辦七星杯。

## 出版書籍

### 輕小說
| 卷數 | OVERLAP文库    | OVERLAP文库            | 尖端出版      | 尖端出版               |
| 卷數 | 發售日期       | ISBN                   | 發售日期      | ISBN                   |
| ---- | -------------- | ---------------------- | ------------- | ---------------------- |
| 1    | 2020年6月25日  | ISBN 978-4-86554-676-7 | 2021年7月9日  | ISBN 978-626-308-865-8 |
| 2    | 2020年10月25日 | ISBN 978-4-86554-759-7 | 2022年1月13日 | ISBN 978-626-316-347-8 |
| 3    | 2021年2月25日  | ISBN 978-4-86554-802-0 | 2022年4月15日 | ISBN 978-626-316-709-4 |
| 4    | 2021年12月25日 | ISBN 978-4-8240-0063-7 | 2023年1月12日 | ISBN 978-626-338-802-4 |

### 漫畫
| 卷數 | OVERLAP文库    | OVERLAP文库            | 尖端出版      | 尖端出版               |
| 卷數 | 發售日期       | ISBN                   | 發售日期      | ISBN                   |
| ---- | -------------- | ---------------------- | ------------- | ---------------------- |
| 1    | 2020年10月25日 | ISBN 978-4-86554-771-9 | 2021年7月9日  | ISBN 978-626-30-8861-0 |
| 2    | 2021年2月25日  | ISBN 978-4-86554-857-0 | 2022年1月18日 | ISBN 978-626-31-6401-7 |
| 3    | 2021年7月25日  | ISBN 978-4-86554-966-9 |               |                        |
| 4    | 2021年12月25日 | ISBN 978-4-8240-0073-6 |               |                        |
| 5    | 2022年5月25日  | ISBN 978-4-8240-0198-6 |               |                        |
| 6    | 2022年9月25日  | ISBN 978-4-8240-0297-6 |               |                        |
| 7    | 2023年3月25日  | ISBN 978-4-8240-0452-9 |               |                        |
| 8    | 2023年9月25日  | ISBN 978-4-8240-0618-9 |               |                        |
| 9    | 2024年4月25日  | ISBN 978-4-8240-0812-1 |               |                        |

## 電視動畫

### 製作人員
- 原作：じゃき
- 原作插畫：fame
- 監督：高村雄太
- 系列構成、劇本：伊神貴世
- 角色設計：寺尾憲治
- 副角色設計：福地友樹
- 怪物設計：三室健太
- 機械設計：榊原智次
- 道具設計：榊原智次、中園仁、内藤伊之介、曾我惠實
- 總作畫監督：寺尾憲治、福地友樹、坂本千代子
- 動作作畫監督：三室健太
- 色彩設計：有尾由紀子
- 美術監督：高橋忍
- 攝影監督：小野寺正明
- 線下剪輯：坪根健太郎
- 音響監督：土屋雅紀
- 音響效果：山谷尚人
- 音響製作：DAX Production
- 音樂：朝比奈健人
- 音樂製作：MAGNET
- 音樂製作人：君塚耕太
- 總製作人：松田大洋、成田明浩、曾山隆史
- 製作人：松崎友貴、君塚耕太、末田初音、久保田曉、中智仁、鎗水善史、新倉俊哉、大貫佑介、有水宗治郎、和田卓治、小澤文啟
- 動畫製作人：田村諒磨、菊地悠太
- 動畫製作：FelixFilm、画狂
- 製作：話術士製作委員會

### 主題曲
片頭曲

演唱：KOHTA YAMAMOTO feat. SAIKI，作詞：SAIKI，作曲、編曲：KOHTA YAMAMOTO。
片尾曲

演唱：KOHTA YAMAMOTO feat. AAAMYYY，作詞：AAAMYYY、作曲、編曲：KOHTA YAMAMOTO。

### 各話列表
| 話數 | 標題       | 分鏡                 | 演出                     | 作畫監督                                                                      | 總作畫監督          | 首播日期       |
| ---- | ---------- | -------------------- | ------------------------ | ----------------------------------------------------------------------------- | ------------------- | -------------- |
| I    |            | 高村雄太             | 高村雄太                 | 內藤伊之介、栗原基彥、中曾根詩織 高橋、清水勝裕                               | 寺尾憲治            | 2024年 10月7日 |
| II   |            | 玉田博               | 玉田博                   | 櫻井拓郎、栗原基彥 施婷、內藤伊之介                                           | 福地友樹            | 10月14日       |
| III  |            | 高村雄太             | 森田侑希 拜王慶 高村雄太 | 飯飼一幸、山田俊太郎、谷口繁則                                                | 寺尾憲治            | 10月21日       |
| IV   |            | 荒谷萌衣             | 濱田翔                   | TripleA                                                                       | 福地友樹            | 10月28日       |
| V    |            | 江島泰男             | 江島泰男                 | 鎌田均、池谷祥明 西田美彌子、內藤伊之介                                       | 寺尾憲治            | 11月4日        |
| VI   |            | 相馬宏充             | 濱田翔                   | 大野勉、齋藤格、瀧川和男 沼田廣、                                             | 坂本千代子          | 11月11日       |
| VII  |            | 高村雄太 溫寶寧      | 玉田博                   | 蘆谷耕平、清水勝祐、中曾根詩織 金承旭、範冬冬                                 | 寺尾憲治            | 11月18日       |
| VIII |            | 中島繪里香           | 高村雄太                 | 內藤伊之介、蘆谷耕平、張碩源 金承旭、江影                                     | 坂本千代子          | 11月25日       |
| IX   |            | 曾我惠實 初嘉屋2號店 | 高村雄太 蘇我入鹿        | 櫻井拓郎、栗原基彥、池谷祥明 內藤伊之介、國崎華                               | 寺尾憲治            | 12月2日        |
| X    |            | 大畑晃一             | 白石道太                 | TripleA                                                                       | 坂本千代子          | 12月9日        |
| XI   | 正確的代價 | 玉田博 中島繪里香    | 江島泰男                 | 栗原基彥、西田美彌子 池谷祥明、鎌田均                                         | 寺尾憲治            | 12月16日       |
| XII  |            | 大畑晃一             | 白石道太                 | 齊藤格、沼田廣、大野勉 瀧川和男、栗原基彥、西田美彌子 池谷祥明、內藤伊之介 、 | 寺尾憲治 坂本千代子 | 12月23日       |

### BD / DVD
| 卷數 | 發售日期      | 收錄話數 | 規格編號  | 規格編號  |
| 卷數 | 發售日期      | 收錄話數 | BD BOX    | DVD BOX   |
| ---- | ------------- | -------- | --------- | --------- |
| 上卷 | 2025年1月31日 |          | KWXA-3205 | KWBA-3207 |
| 下卷 | 2025年2月28日 |          | KWXA-3206 | KWBA-3208 |